# الحرية الدينية في بوتان

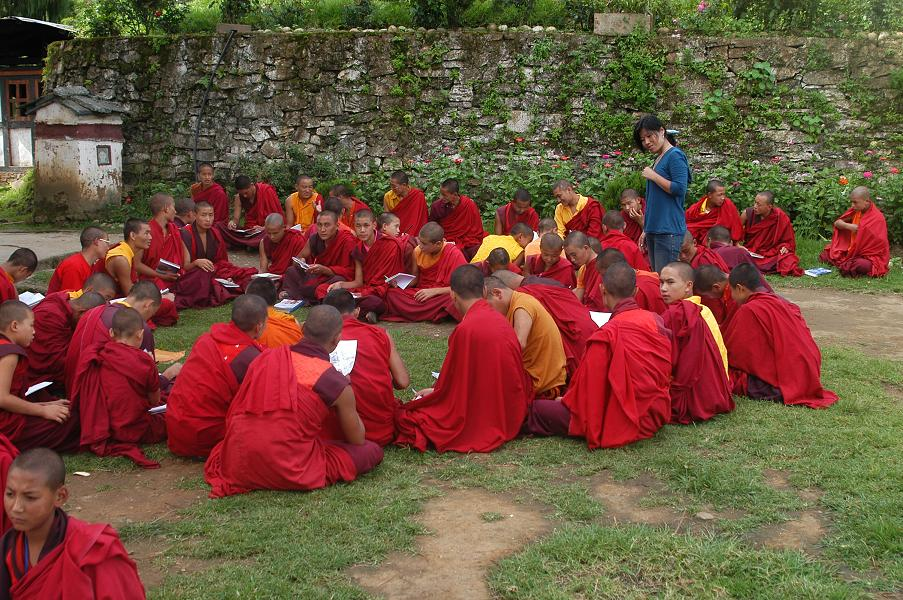

الدستور بوتاني لعام 2008 والقانون السابق يمنح حرية الدين في بوتان؛ وعلى الرغم من ذلك، فقد حدَّت الحكومة من نشاط المبشرين من غير البوذيين، مانعةً المبشرين غير البوذيين من دخول البلاد، وحدَّت من بناء الأبنية الدينية غير البوذية، وقيَّدت الاحتفالات للأعياد غير البوذية. فبوذية دروجبا (ماهايانا) هي دين الدولة، بالرغم من أن الكثير من الناس في المناطق الجنوبية يمارسون الديانة الهندوسية. ومنذ عام 2015 اعتُبرت الديانة الهندوسية الديانة الوطنية للدولة أيضًا. ومن ثمّ فقد شجَّع العاهل على بناء معابد هندوسية واحتفل الملك هذه السنة داشاين (عيد هندوسي) والذي يُعرف عادًة بانتصار الخير على الشر في المجتمع الهندوسي. 
خلال عام 2007، لم يكن هنالك تقارير عن العنف المرتبط بالضغط للتكيف مع معتقدات المايهانا. ولا تقارير عن الإساءة المجتمعية أو التمييز على أساس المعتقد أو الممارسة الديني. في حين عدم وجود تقارير عن أفعال الامتثاليين في أواخر الثمانينيات وبداية التسعينيات، وسيطر الضغط الحكومي والمجتمعي للانسجام مع قواعد دروجبا كاجيوبا.

## الديموغرافيا الدينية
يمارس حوالي ثلثي إلى ثلاثة أرباع السكان الدروجبا كاجيوبا أو النيينغما، وكلاهما مذاهب من بوذية الماهايانا.
نحو ربع السكان هم من العرق النيبالي ويمارسون الهندوسية. يعيشون في الجنوب بشكل رئيسي ويتَّبعون المدارس الشيفاوية، الفيشنوية، الشاكتية، غاناباتية، البورانا، الفيدا. ويؤلف السكان من المسيحيين الروم الكاثوليك والبروتستانت والمجموعات غير الدينية أقل من 1% من السكان. ويتركز بون وهو نظام الاعتقاد الأرواحي الشاماني في البلد على عبادة الطبيعة وهو أقدم من البوذية. ويتبع عدد قليل جدًا من الناس هذه المجموعة الدينية حصرًا.
أكثر القوانين الجازمة فيما يتعلق بالحرية الدينية في بوتان هو الدستور. توفر القوانين المساعدة الأخرى في التشريعات البوتانية إطار عمل دائم وإجرائي لضمان الحرية الدينية وتنظيم الهيئات الدينية. يشكل الحرية الدينية في بوتان عدة قوانين وسياسات متطورة للحكومة البوتانية فيما يتعلق بالتمييز، المنظمات، الأمن القومي والنظام الاجتماعي، وقانون العائلة. بالرغم من منع الجمعية الوطنية في بوتان الممارسة العلنية للديانات غير البوذية وغير الهندوسية بواسطة تمرير قرارات في عام 1969 و1979، يوفر إطار العمل الحالي على وجهه بشكل صريح حرية دينية للجميع.

## الدستور
يؤكد دستور 2008 أن طائفة الدروجبا كاجيوبا هي دين الدولة، بالرغم من أنها تلقِّب ملك بوتان على أنه الحامي لكل الأديان في بوتان. تحت إطار العمل الدستوري الحالي في بوتان، الحرية الدينية مكفولة؛ ومع ذلك، يضع الدستور مُحددات على النشاط السياسي للشخصيات الدينية وعلى التبشير.
تحت الدستور، المؤسسات والشخصيات الدينية لديها واجب «الترويج للتراث الروحي للبلد مع ضمان بقاء الدين منفصلًا عن السياسة» وبقاء المؤسسات والشخصيات الدينية فوق السياسة، والذي يفَسَّر بأنه لحرمان الرهبان المسجلين من التصويت والترشح للمناصب. ويمنع الدستور بالإضافة إلى ذلك الأحزاب والنشاطات السياسية ذات الأساس الديني. 
يضمن الدستور لكل مواطن، بوتانيّ «الحق في حرية الاعتقاد، الأفكار، والدين. لا يجوز إجبار أي شخص على الانتماء إلى ديانة أخرى بواسطة الإكراه أو الإغراء». وينص كذلك على أن «جميع الأشخاص متساوون أمام القانون ويحق لهم الحصول على حماية متساوية وفعالة من القانون ولا يجوز التمييز ضدهم على أساس العرق، الجنس، اللغة، الدين، السياسة أو أي حالة أخرى». وقد فُسِّرت البنود الدستورية بشأن «الإكراه والإغراء» من قبل محكمة المقاطعة لمنع ليس فقط التحول قسري ولكن أيضًا التبشير في حالة القس التبشيري المسيحي الذي استعمل مولدًا وجهاز عرض.

## تشويدي لينتشوغ
يهدف قانون المنظمات الدينية لعام 2007 إلى حماية وحفظ التراث الروحي لبوتان من خلال توفير التسجيل والإدارة للمنظمات الدينية. وأَنشَأ القانون لهذا الغرض تشويدي لينتشوغ لتكون الجهة المنظمة للمنظمات الدينية. وتتألف هذه الهيئة من ثمانية أشخاص، ستة منهم يملكون سلطة اتخاذ القرار: وزير في هيئة الوزارة يعين كرئيس من قبل رئيس الوزراء؛ كالتشوغلا لوبون للدراتشانغ لينشوغ، عضو بحكم المنصب؛ أحد الأعضاء البارزين في المجلس الوطني؛ أحد شخصيات ترولكو أو خينبو أو لام البارزة المرشحة من قبل اتباع لام النينجما تشويدي؛ أحد شخصيات أنيم والمرشحة من قبل رؤساء الأنيم تشويدي، أحد شخصيات بانديت المشرحة من قبل من البانديت التابعين للمجتمع الديني الهندوسي (دارما سامودايا)؛ مسؤول أقدم من وزارة المالية يعين من قبل وزير المالية؛ ومدير الثقافة، ووزارة الشؤون الداخلية والثقافية، سكرتير بحكم منصبه. مهمة التشويدي لينتشوغ هي إدارة، مراقبة، وتنظيم جميع المنظمات الدينية ماعدا الجيدون دراتشانغ (يشرف عليها من قبل السلطة الرهبانية)؛ مع الترويج لمبادئ وقيم السلام، نبذ العنف، التعاطف والتسامح؛ ومع خلق الظروف ستُمَكِن «التنمية الحقيقية والدائمة لمجتمع جيد ومتعاطف متجذر في الأخلاقيات البوذية» والمنظمات الدينية عليها بدورها أن تكون شفافة ومسؤولة، و«تحترم المعرفة والأعراف الأصيلة، كرامة الأفراد، الهوية، الثقافة والقيم».
يفرض قانون المنظمات الدينية على كل منظمة أن تكون مُسجلة لدى التشويدي لينتشوغ، والتي بدورها تُصدر شهادة تسجيل لها في حال استيفاء المنظمة لمتطلبات القانون. وعلى المتسجل أن يحمل الجنسية البوتانية ويكشف عن ممتلكاته، وشهاداته التعليمية، والإدانات الجنائية. في حالة الرفض، ينص القانون على الاستئناف في المحاكم. 
عند استلام المجموعة للاعتراف من خلال التسجيل، فهي ما زالت تحتاج إلى إذن من السلطات المحلية لعقد اجتماعات عامة. استلام معونات أجنبية أو دعوة متحدثين أجانب هو أمر خاضع لتصريح خاص من وزارة الشؤون الداخلية والثقافية. وإلا فتتمتع المؤسسات المسجلة بالإعفاء من الضرائب وسلسلة الحقوق والواجبات التي تنطبق على شخصية الشركات.  ويجب على المنظمات الإعلان عن ممتلكاتها، ومساهماتها، ومصروفاتها، ومطلوباتها إلى التشويدي لينتشوغ، والتي تحتفظ بسجلات عامة. قانون المنظمات الدينية متطلبات محددة للأعمال الداخلية للمنظمات، موفرًا أُطر عمل مماثلة لقوانين المنظمات غير الربحية وللشركات الدينية. يحدد القانون هيكل الشركة لجميع المنظمات الدينية؛ متطلبات النظام الداخلي، قواعد الاجتماع والنصاب القانوني، مسؤوليات الشركة، جمع التبرعات وقواعد الجمع؛ الاندماج؛ حل الممتلكات والتصرف فيها. ويقنن القانون بالإضافة إلى ذلك عناصرًا لست جرائم متعلقة خصيصًا بالمنظمات الدينية وأعضائها: التصريحات الكاذبة؛ المعلومات المضللة أو الكاذبة؛ خيانة الامانة؛ الإساءة في استخدام الاستثمار؛ الجمع غير الشرعي؛ وجمع التبرعات غير القانوني. ويعرَّف جمع التبرعات غير القانوني على أنه جنحة بسيطة تؤدي إلى غرامة أو توقيف أو إلغاء التسجيل. وتفوض جميع الجرائم الأخرى إلى قانون العقوبات لتحديدها.
بحلول شهر مارس من عام 2009، لم تكن أي من المنظمات الدينية مسجلة فعليًا، وكانت التشويدي لينتشوغ قد أجرت لتوها اجتماعها الأول.[7] في سبتمبر عام 2010، نشرت التشويدي لينتشوغ قائمة لأربعة عشر فئة للشخصيات الدينية، ومن ضمنها الغومجين، الأنيم، الترولكوس، الخينبوس، اللاترول، البوجاريا، والبانديت، والذين كانوا ممنوعين من المشاركة في الانتخابات العلمانية؛ وكان العنصر المشترك بين الفئات هو تلقي المساعدات النقدية من الحكومة. ويعمل هؤلاء الأشخاص يعملون كموظفي الخدمة المدنية، ومع ذلك، في نوفمبر عام 2010، التزمت التشويدي لينتشوغ بنقاش كيفية تسجيل منظمة مسيحية لتمثل مجتمعها في اجتماعها النصف سنوي القادم. وبعد هذا التصريح وقبل أي نتائج، كان يُنظر إلى الحكومة على أنها سوف تسجل منظمة مسيحية واحدة فقط وتتوقع منها أن تمثل جميع المسيحيين في بوتان، مناديةً بوحدة المسيحيين.  ونفس الشيء للهندوس، الذين يشكلون حوالي 22% من السكان، مثلهم كيان قانوني واحد (دارما سامودايا). 